# Voyager (album Mike’a Oldfielda)
Voyager – album studyjny Mike’a Oldfielda, wydany w 1996, jedyny w jego dorobku zawierający w większości kompozycje innych autorów. Pomysł, by wykorzystać klasyczne melodie ludowe Irlandii i Szkocji, narodził się w wytwórni Warner, z którą wówczas związany był kompozytor.

## Muzyka i autorzy
Pomimo informacji na okładce o tradycyjnym, ludowym (czyli anonimowym) autorstwie niektórych kompozycji, ich autorzy są znani. The Song of the Sun napisał Bieito Romero, członek zespołu Luar na Lubre, pochodzącego z hiszpańskiej Galicji. The Hero to kompozycja szkockiego autora Jamesa Scotta Skinnera z 1903 roku pod oryginalnym tytułem Hector the Hero. Kompozytorem Women of Ireland jest Irlandczyk Seán Ó Riada. Dark Island to dzieło szkockiego kompozytora Iaina MacLachlana z 1958 roku, wykorzystane w brytyjskim miniserialu telewizyjnym pod tym samym tytułem. She Moved Through the Fair to tradycyjna pieśń irlandzka, natomiast Flowers of the Forest to ludowy utwór szkocki. Autorem pozostałych utworów oraz aranżerem, producentem i wykonawcą muzyki na całej płycie jest Mike Oldfield.

## Spis utworów(według informacji z okładki)
1. „The Song of the Sun” (Bieito Romero) – 4:32
2. „Celtic Rain” (Mike Oldfield) – 4:41
3. „The Hero” – 5:03
4. „Women of Ireland” – 6:29
5. „The Voyager” (Oldfield) – 4:26
6. „She Moved Through the Fair” – 4:06
7. „Dark Island” – 5:43
8. „Wild Goose Flaps Its Wings” (Oldfield) – 5:04
9. „Flowers of the Forest” – 6:03
10. „Mont St Michel” (Oldfield) – 12:18

## Pozycja na listach
Voyager osiągnął 30. pozycję na norweskiej liście przebojowych albumów, 12. w Wielkiej Brytanii oraz pierwsze na Węgrzech. Na liście New Age Top Albums magazynu Billboard album zajął 10 miejsce.
W Polsce album uzyskał status złotej płyty.

## Single
Nagranie utworu Women of Ireland zostało wydane jako singel w 1997. Promocyjny singel The Voyager wydano także w Niemczech jeszcze poprzedniego roku.

## Interpretacje
Utwór Celtic Rain uzyskał w 2008 interpretację hip-hopową w wykonaniu Snoop Dogga, jako część utworu „Why Did You Leave Me” tego artysty, w albumie Ego Trippin'. Interpretację tę wyprodukował producent muzyczny Polow Da Don.